# شب‌خسب
شَب‌خُسب (نام علمی: Albizia julibrissin) درختی است که به‌طور خودرو در محلهای آفتابی کنار تپه‌ها و رودخانه‌ها می‌روید. این درخت بیشتر در شمال کشور می‌روید و در استان گیلان به نام «شَبخوس» و در استان مازندران با نام محلی «ووَلی» شناخته می‌شود. گونه‌ای دیگر از این خانواده با نام علمی (Albizzia lebbeck) در جنوب ایران می‌روید و درخت گل ابریشم نام دارد.
شب‌خُسب درختی است از تیره باقالائیان (fabacae leguminosae) واز جنس شب خسب albizia. نام کامل گونه albizia julibrissin، برگرفته از نام گیاه‌شناس ایتالیایی قرن هجدهم میلادی است. او این گیاه را از قسطنطنیه به اروپا برد. Albizia نام این گیاه‌شناس و julibrssin تلفظ محلی گل ابریشم در قسطنطنیه آن روزگار (قرن هجدهم میلادی) است. در این تلفظ گل به jul و ابریشم به ibrissin تبدیل شده است.
شب خسب درختی پهن‌برگ از تیره نخودیان است. نام ژاپنی آن نمونوکی نیز به معنی خوابنده است ولی در زبان انگلیسی به آن درخت ابریشم گفته می‌شود.

## ویژگی‌های ظاهری

#### ابعاد
بلندی شب خسب معمولاً بین ۵ تا ۱۲ متر است. در جنگلهای شمال ایران، بلندی آن گاه به بیش از ۲۰ متر می‌رسد. تاج درخت گسترده و باز است.

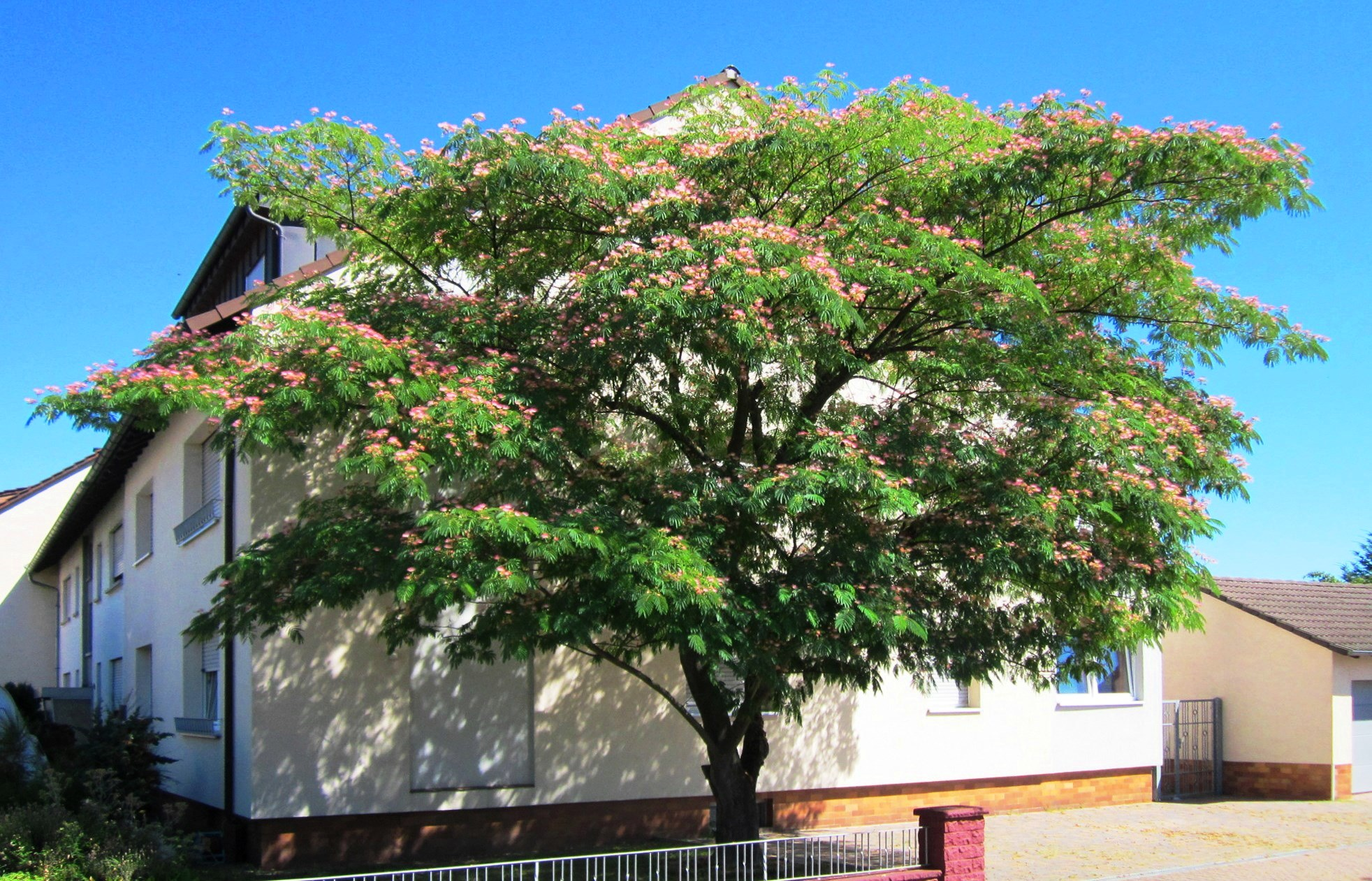
درخت شب‌خُسب

#### برگ‌ها
برگهای شب خُسب شانه‌ای و مرکب هستند و درازای هر برگ بین ۲۰ تا ۴۵ سانتی‌متر و عرض آن بین ۱۲ تا ۲۵ سانتی‌متر تغییر می‌کند. هر برگ ۶ تا ۱۲جفت شانه و هر شانه ۲۰ تا ۳۰ جفت برگچه دارد. برگچه ها هر شب دوبه‌دو بسته می‌شوند. به همین سبب در شمال ایران، این درخت را شب خُسب‌ (یعنی شب‌خواب) می‌نامند.

#### گل‌ها
اوج زمان گل‌دهی ابریشم معمولاً از نیمه بهار تا پایان تابستان است. گلها به‌صورت خوشه‌ای و در انتهای شاخه می‌شکفد. هر گل دم گُلی بلند و پرچمهای فراوان دارد. درخت ابریشم را می‌توان با کاشت بذر آن در فصل پاییز زیاد کرد.

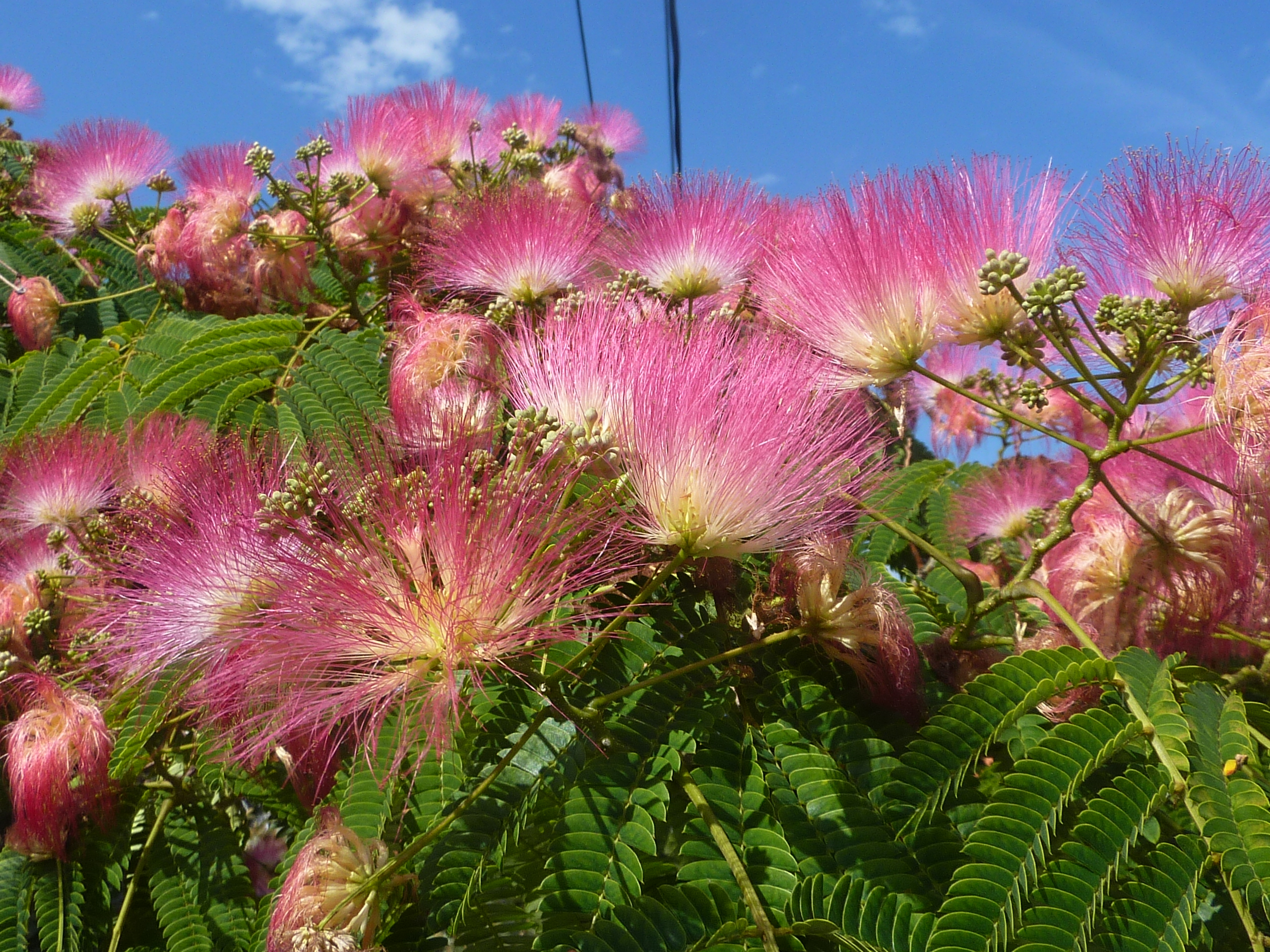
گل‌های شب‌خسب

## شرایط زندگی
خاستگاه اصلی درخت ابریشم، از ایران تا چین و کره گسترده است.
شب خسب رشد سریعی دارد و در برابر خشکی، کم‌آبی و گرمای زیاد مقاوم است. با این وجود خشکی بیش از حد باعث کند شدن و توقف رشد گیاه می‌شود. در طول تابستان برای کمک به رشد گیاه و گل‌دهی، باید گیاه را به مقدار زیاد، اما دیر به دیر آبیاری کرد.

## کاربرد‌ها
از پوست ساقه‌های جوان و بذرهای آن برای خوراک دام استفاده می‌کنند. چوب ابریشم محکم و در برابر رطوبت مقاوم است. ازاین‌رو در گذشته، از چوب آن برای ساختن خانه‌های چوبی روستایی استفاده می‌کردند. این درخت به دلیل تاج چتری و گلهای زیبا در طراحی فضاهای سبز مورد توجه است.
در پزشکی سنتی از پوست ساقه و شاخه‌های ابریشم برای تهیه داروهای آرامبخش و تنظیم کننده گردش خون استفاده می‌شود.